# رييريو (آن)
رييريو (بالفرنسية: Reyrieux)‏ هي بلدية فرنسية تقع في إقليم الآن في فرنسا. رمز إنسي لها هو:1322. أما الرمز البريدي لها فهو: 1600.